# Głoria Sofia
Głoria Sofia (bułg. ССК "Глория" (София), hebr. ‏מועדון ספורט סופיה גלוריה‎) – bułgarski klub piłkarski reprezentujący żydowską społeczność z siedzibą w stolicy kraju, mieście Sofia, działający w latach 1922–1925.

## Historia
Chronologia nazw:
- 1922: Głoria Sofia (bułg. ССК "Глория" (София))
- 03.1925: klub rozwiązano – po fuzji z Żabotinski (Sofia), tworząc Hakoah (Sofia)

Klub Sportowy o nazwie Głoria został założony w Sofii w 1922 roku przez społeczność żydowską. W sezonie 1922/23 zespół startował w mistrzostwach Sofii, kiedy doszło do rozłamu i stołeczne kluby zostały podzielone na Sofijską Ligę Sportową oraz Sofijski Związek Sportowy. Po zakończeniu sezonu zespół uplasował się na ostatniej 10 pozycji w Sofijskiej Lidze Sportowej i spadł do II sofijskiej dywizji. W marcu 1925 roku klub dołączył do Żabotinski (Sofia), w wyniku czego nazwa została zmieniona na Hakoah (Sofia), a Głoria przestała istnieć.

## Barwy klubowe, strój, herb, hymn
|  |  |

Klub ma barwy biało-czerwone. Piłkarze domowe spotkania zazwyczaj grają w białych koszulkach, białych spodenkach oraz białych getrach.

## Sukcesy

### Trofea międzynarodowe
Do chwili obecnej klub jeszcze nigdy nie zakwalifikował się do rozgrywek europejskich.

### Trofea krajowe
| \| \| Zdobyte trofea w rozgrywkach Bułgarii (stan na: 31-05-2024) \| |                                                             |      |                    |
| Rozgrywki                                                            | Osiągnięcie                                                 | Razy | Sezon(y)           |
| · Mistrzostwo                                                        | I miejsce                                                   | 0    |                    |
| · Mistrzostwo                                                        | II miejsce                                                  | 0    |                    |
| · Mistrzostwo                                                        | III miejsce                                                 | 0    |                    |
| Puchar                                                               | zdobywca                                                    | 0    |                    |
| Puchar                                                               | finalista                                                   | 0    |                    |
| II liga                                                              | I miejsce                                                   | 0    |                    |
| II liga                                                              | II miejsce                                                  | 0    |                    |
| II liga                                                              | III miejsce                                                 | 0    |                    |
| II liga                                                              | 10.miejsce                                                  | 1    | 1922/23 (gr.Sofia) |
| Bułgaria                                                             | Zdobyte trofea w rozgrywkach Bułgarii (stan na: 31-05-2024) |      |                    |

## Poszczególne sezony

### Rozgrywki międzynarodowe

#### Europejskie puchary
Nie uczestniczył w rozgrywkach europejskich.

### Rozgrywki krajowe
| \| Bułgaria \| Bilans występów klubu w rozgrywkach piłkarskich Bułgarii (Stan na 31 maja 2025 r.) \| \| |                                                                                    |        |       |   |   |   |    |    |     |           |        |        |      |
| Poziom                                                                                                  | Rozgrywki                                                                          | Sezony | Mecze | Z | R | P | B+ | B– | Pkt | Lata      | Awanse | Spadki | Naj. |
| I | Nacionałna futbołna diwizija / Dyrżawno pyrwenstwo                                 | 0      |       |   |   |   |    |    |     |           | 0      | 0      |      |
| II | B RPG / Wtora PFG / Pyrwa PFL / B PFG / Wtora PFL                                  | 1      |       |   |   |   |    |    |     | 1923/23   | 0      | 1      | 10   |
| III | Treta amatorska futbołna liga                                                      | 2      |       |   |   |   |    |    |     | 1923–1925 | 0      | 0      | ?    |
| IV | Obłastna futbołna liga                                                             | 0      |       |   |   |   |    |    |     |           |        |        |      |
| | Puchar Bułgarii                                                                    | 0      |       |   |   |   |    |    |     |           | 0      | 0      |      |
| Bułgaria                                                                                                | Bilans występów klubu w rozgrywkach piłkarskich Bułgarii (Stan na 31 maja 2025 r.) |        |       |   |   |   |    |    |     |           |        |        |      |

## Struktura klubu

### Stadion
Drużyna rozgrywała swoje mecze domowe w Sofii na boisku Głorii, który mógł pomieścić 3000 widzów. Stadion znajdował się na skrzyżowaniu ulic Bargalnica i Parteniusz Niszawski (w pobliżu nowoczesnego centrum handlowego Sofia Mall).

## Kibice i rywalizacja z innymi klubami

### Derby
- Atletik Sofia
- Benkowski Sofia
- Borisław Sofia
- Byłgaria Sofia
- Mefisto Sofia
- Rakowski Sofia
- SK Sofia
- Sławia Sofia
- Sokoł Sofia (1915–1926)